# Wereldbeker schaatsen 2008/2009 - Wereldbeker 1 - 1000 meter vrouwen
De eerste van 10 wedstrijden voor de wereldbeker schaatsen 1000 meter werd gehouden op 9 november 2008 in Berlijn.

## Uitslag A-divisie
| rang   | schaatser              | tijd    | punten |
| ------ | ---------------------- | ------- | ------ |
| Goud   | Christine Nesbitt      | 1.16,86 | 100    |
| Zilver | Shannon Rempel         | 1.17,11 | 80     |
| Brons  | Laurine van Riessen    | 1.17,21 | 70     |
| 4      | Annette Gerritsen      | 1.17,24 | 60     |
| 5      | Kristina Groves        | 1.17,46 | 50     |
| 6      | Marrit Leenstra        | 1.17,48 | 45     |
| 7      | Wang Beixing           | 1.17,55 | 40     |
| 8      | Monique Angermüller    | 1.17,63 | 36     |
| 9      | Nao Kodaira            | 1.17,82 | 32     |
| 10     | Jennifer Rodriguez     | 1.18,10 | 28     |
| 11     | Natasja Bruintjes      | 1.18,27 | 24     |
| 12     | Lee Sang-hwa           | 1.18,37 | 21     |
| 13     | Jekaterina Lobysjeva   | 1.18,44 | 18     |
| 14     | Sayuri Yoshii          | 1.18,56 | 16     |
| 15     | Ren Hui                | 1.18,68 | 14     |
| 16     | Ireen Wüst             | 1.18,73 | 12     |
| 17     | Heike Hartmann         | 1.18,94 | 10     |
| 18     | Brittany Schussler     | 1.19,12 | 8      |
| 19     | Pamela Zoellner        | 1.19,37 | 6      |
| 20     | Judith Hesse           | 1.19,57 | 5      |
| 21     | Gabriele Hirschbichler | 1.19,60 | 4      |
| 22     | Jekaterina Malysjeva   | 1.19,65 | 3      |
| 23     | Tamara Oudenaarden     | 1.20,48 | 2      |
| 24     | Shihomi Shinya         | 1.20,68 | 1      |

## Loting
| rit | binnenbaan             | buitenbaan           |
| --- | ---------------------- | -------------------- |
| 1   | Lee Sang-hwa           | Jekaterina Malysjeva |
| 2   | Jekaterina Lobysjeva   | Nao Kodaira          |
| 3   | Gabriele Hirschbichler | Shihomi Shinya       |
| 4   | Marrit Leenstra        | Ren Hui              |
| 5   | Judith Hesse           | Pamela Zoellner      |
| 6   | Heike Hartmann         | Jennifer Rodriguez   |
| 7   | Natasja Bruintjes      | Laurine van Riessen  |
| 8   | Wang Beixing           | Brittany Schussler   |
| 9   | Sayuri Yoshii          | Tamara Oudenaarden   |
| 10  | Shannon Rempel         | Ireen Wüst           |
| 11  | Monique Angermüller    | Christine Nesbitt    |
| 12  | Annette Gerritsen      | Kristina Groves      |

## Top 10 B-divisie
| rang | schaatser          | tijd    | punten |
| ---- | ------------------ | ------- | ------ |
| 1    | Elli Ochowicz      | 1.18,43 | 25     |
| 2    | Maki Tabata        | 1.18,74 | 19     |
| 3    | Tomomi Okazaki     | 1.19,02 | 15     |
| 4    | Fei Fei Dong       | 1.19,27 | 11     |
| 5    | You-Lim Kim        | 1.19,37 | 8      |
| 6    | Xing Aihua         | 1.19,38 | 6      |
| 7    | Bo-Ra Lee          | 1.19,58 | 4      |
| 8    | Joelia Nemaja      | 1.19,76 | 2      |
| 9    | Xiaomei Sheng      | 1.19,90 | 1      |
| 10   | Katarzyna Wójcicka | 1.20,13 | 0      |